# 最上川舟唄
最上川舟唄（もがみがわふなうた）とは、山形県西村山郡大江町左沢（あてらざわ）発祥の舟歌、山形県の民謡（新民謡）。「最上川舟歌」とも。左沢在住の渡辺国俊が編詞、後藤岩太郎が編曲した。

## 歴史
昭和11年（1936年）、NHK仙台放送局が「最上川を下る」という番組を作るにあたって、渡辺に舟唄の紹介を依頼。依頼を受けた渡辺は後藤と共に最上川の船頭らに聞き取りを行ったが、当時「最上川独自の舟唄」と呼べるものは存在しておらず、新潟や松前を原点とする酒田追分や松前くずし（新内くずし）、難所越えの時の「掛け声」程度しか見つからなかったため、これらを元として新たに曲を作った。これが現在の「最上川舟唄」である。
なお、後藤は「酒田通いの舟に乗り、舟唄の掛け声に精通していた後藤作太郎さんの掛け声と、山形市の船町から嫁いできて古いうたを知っていた菊池きくさんのうたをあわせて一本になった。」と記している（後藤岩太郎遺稿）
最上川舟下り観光では、観光客のニーズに応えて英語、中国語などで歌う船頭がいる。
清水脩の「最上川舟唄（男声合唱・混声合唱）」は編曲というより完成度の高い合唱作品として、国内はもとより、来日する海外の合唱団にも日本を代表する民謡レパートリーとして演奏されている。
第31回朝日作曲賞を受賞し、2022年度全日本吹奏楽コンクール課題曲に選出された杉浦邦弘作曲「やまがたふぁんたじぃ〜吹奏楽のための〜」に最上川舟唄の旋律が用いられている。

## 歌詞（正調 最上川舟唄）
（ヨーエ　サノ　マッガショ　エンヤ　コラマーガセ　エエヤ　エーエヤ　エーエ　エーエヤ　エード　ヨーエ　サノ　マッガショ　エンヤコラマーガセー）
酒田（さがだ）さ行（え）ぐさげ達者（まめ）でろちゃ
（ヨイトコラサノセー）
流行風邪（はやりかぜ）などひかねよに
（エエヤ　エーエヤ　エーエ　エーエヤ　エード　ヨーエ　サノ　マッガショ　エンヤコラマーガセー）
股大根（まっかんだいご）の　塩汁煮（しょっしるに）
塩（しんよ）しょぱくてくらわんにゃえちゃ
（エーエヤーエーエ　エーエヤーエード　ヨーエ　サノ　マッガショ　エンヤコラマーガセ）
碁点（ごでん）　隼（はやぶさ）
ヤレ　三ヶの瀬（みがのせ）も
（ヨイトコラサノセー）
達者（まめ）でくだったと頼むぞえ
（エエヤ　エーエヤ　エーエ　エーエヤ　エードヨーエ　サノ　マッガショ　エンヤコラマーガセ）
あの女（へな） 居（え）んねげりゃ
小鵜飼乗り（こうがいぬり）もすねがったちゃ
（エーエヤ　エーエ　エーエヤ　エード　ヨーエ　サノ　マッガショ　エンヤコラマーガセー）
山背風（やませかぜ）だよあきらめしゃんせ
（ヨイトコラサノセー）
おれを恨むな風うらめ
（エエヤ　エーエヤ　エーエ　エーエヤ　エード　ヨーエ　サノ　マッガショ　エンヤコラマーガセ）
あの女（へな）ためだ
何んぼ（なんぼ）とっても足（た）らんこたんだ
（エーエヤ　エーエ　エーエヤ　エード　ヨーエ　サノ　マッガショ　エンヤコラマーガセー）